# Frédérique Matla
Frédérique Matla (* 28. Dezember 1996 in Huizen) ist eine niederländische Hockey-Nationalspielerin. Sie war Olympiasiegerin, Weltmeisterin und Europameisterin.

## Karriere
Frédérique Matla spielt beim HC ’s-Hertogenbosch, der seit Jahren das nationale und europäische Damen-Hockey dominiert.
Die Stürmerin durchlief alle nationalen Jugendmannschaften. Am 11. Juni 2017 debütierte sie in der Nationalmannschaft. Mit der Elftal siegte sie bei der Europameisterschaft 2017 und gewann wenig später auch die FIH Hockey World League. 2018 gewann sie mit der Nationalmannschaft den Titel bei der Weltmeisterschaft. Es folgten die Europameistertitel 2019 und 2021. Bei den Olympischen Spielen in Tokio gewannen die Niederländerinnen alle acht Spiele, im Finale bezwangen sie die Argentinierinnen mit 3:1. Matla erzielte im Turnierverlauf neun Treffer. Ein Jahr später bei der Weltmeisterschaft 2022 war Matla in allen sechs Spielen dabei. Im Halbfinale gewann die Mannschaft mit 1:0 durch ein Tor von Matla gegen die Australierinnen. Im Finale siegten die Niederländerinnen mit 3:1 gegen Argentinien, Matla steuerte erneut ein Tor bei. 2023 gewannen die Niederländerinnen bei der Europameisterschaft in Mönchengladbach im Halbfinale mit 7:0 gegen die Engländerinnen und im Finale 3:1 gegen die Belgierinnen. Matla erzielte in den fünf Spielen fünf Tore. Im August 2024 bei den Olympischen Spielen in Paris besiegten die Niederländerinnen im Viertelfinale die Britinnen mit 3:1. Nach einem 3:0-Sieg im Halbfinale gegen die Argentinierinnen gewannen die Niederländerinnen im Endspiel gegen die Chinesinnen im Shootout, nachdem es am Ende der regulären Spielzeit 1:1 gestanden hatte. Matla war in allen acht Spielen dabei und erzielte drei Treffer.
In bislang 139 internationalen Einsätzen erzielte sie bis zum 9. August 2024 98 Tore.
2017 wurde Matla vom Hockey-Weltverband (FIH) für die Hockey Stars Awards als eine von fünf Spielerinnen in der Nachwuchs-Kategorie Rising Star of the Year nominiert. Diese Auszeichnung erhielt dann die Argentinierin María José Granatto.